# テオドーア・ブッセ
テオドーア・ブッセ （Theodor Busse, 1897年12月15日 - 1986年10月21日）は、ドイツの軍人。最終階級はドイツ国防軍歩兵大将。

## 来歴

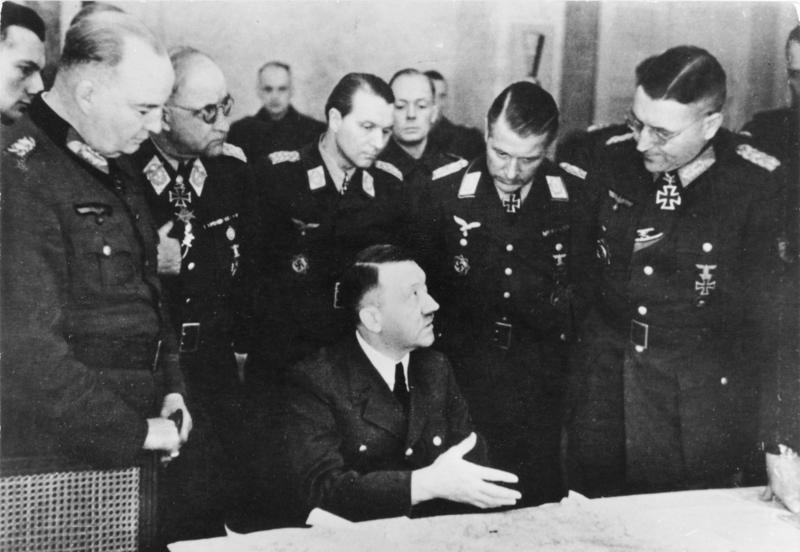
ヒトラーと会議中のブッセ（右端）

フランクフルト・アン・デア・オーダーに生まれる。第一次世界大戦中の1915年に士官候補生となり、少尉として敗戦を迎えた。戦後も軍に残るが、特に目立った出世もなく、1933年に国家社会主義ドイツ労働者党（NSDAP, ナチ党）が権力を掌握した当時もまだ中尉だった。1939年の第二次世界大戦開戦時は、参謀本部付中佐だった。
1940年10月、エーリッヒ・フォン・マンシュタイン将軍率いる第11軍の作戦部長に就任。1943年にはやはりマンシュタインの南方軍集団で参謀長となり、少将に昇進した。1944年晩夏に第121歩兵師団長、一ヶ月後に第1軍団長に任命される。
1945年1月、第9軍司令官に任命され、オーデル・ナイセ戦線およびベルリン防衛を指揮する。1945年4月24日、ハルベで彼の軍20万はソビエト赤軍に包囲され (ハルベの戦い) 、投降を求められるが、ブッセは最後の装甲部隊を先鋒に西方への脱出を命令し、4月29日早朝にベーリッツ(Beelitz) でヴァルター・ヴェンク将軍率いる第12軍に合流した。この脱出作戦で4万のドイツ兵、2万のソ連兵が戦死し、ドイツ兵10万が捕虜となった。
敗戦後の1945年7月、アメリカ軍により逮捕される。1947年までランツベルク刑務所に収容された。戦後は民間防衛に関する職業に就き、戦史に関する書物を数多く発表した。1966年にドイツ連邦共和国功労勲章大十字章を受章。バイエルン州ヴァラーシュタインで死去。